# Anna Krajewska-Stasiak
Anna Maria Krajewska-Stasiak (ur. 4 maja 1952) – prof. zw. dr hab., emerytowany profesor nauk humanistycznych, literaturoznawczyni, od stycznia 2023 roku profesor senior Uniwersytetu im. Adama Mickiewicza w Poznaniu.

## Życiorys
Prof. zw. dr hab. nauk humanistycznych, założycielka i wieloletnia kierownik Zakładu Estetyki Literackiej Instytutu Filologii Polskiej na Uniwersytecie im. Adama Mickiewicza w Poznaniu. Od stycznia 2023 roku profesor senior. Inicjatorka i redaktor naczelna czasopisma teoretycznoliterackiego „Przestrzenie Teorii” wydawanego od 2002 roku we współpracy z Wydziałem Polonistyki Uniwersytetu Jagiellońskiego oraz redaktor naukowa serii Biblioteka „Przestrzeni Teorii”. Przez dwie kadencje (1999–2005) pełniła funkcję prodziekan do spraw nauki Wydziału Filologii Polskiej i Klasycznej, wchodziła także w skład Rady Wydawniczej Wydawnictwa Naukowego UAM. W latach 2011–2016 pełniła funkcję kierownik specjalności estetyka literacka i performatywna na studiach magisterskich filologii polskiej IFP UAM. Zajmuje się literaturoznawstwem, zwłaszcza teorią dramatu, estetyką literacką i performatywną. Autorka koncepcji dramatycznej teorii literatury. Autorka licznych prac poświęconych teorii i estetyce współczesnego dramatu, w tym książek: Komedia polska dwudziestolecia międzywojennego. Tradycjonaliści i nowatorzy (Wrocław 1989 – wyd. I, Poznań 2004 – wyd. II), Dramat i teatr absurdu w Polsce (Poznań 1996), Dramat współczesny. Teoria i interpretacja (Poznań 2005), Dramatyczna teoria literatury (Poznań 2009). W przygotowaniu książka Splątany świat.

## Publikacje (książki)
- Komedia polska dwudziestolecia międzywojennego. Tradycjonaliści i nowatorzy (Wrocław 1989 – wyd. I, Poznań 2004 – wyd. II)[8].
- Dramat i teatr absurdu w Polsce, Poznań 1996[9].
- Dramat współczesny. Teoria i interpretacja, Poznań 2005[10].
- Dramatyczna teoria literatury, Poznań 2009[11].
- Dramatyczność i dialogowość w kulturze, pod red. Anny Krajewskiej, Danuty Ulickiej, Piotra Dobrowolskiego, Poznań 2010[12].
- Dramaturg w teatrze, literaturze, sztuce. Dramaturgia – nowe horyzonty, pod red. Wojciecha Balucha i Anny Krajewskiej, Poznań 2019[13].